# Trimeresurus salazar
Trimeresurus salazar ist eine Schlangenart aus der Gattung der Bambusottern. Im englischen Sprachraum wird sie als Salazar’s pit viper („Salazars Grubenotter“) bezeichnet. Der Name leitet sich von der Figur Salazar Slytherin aus der Romanreihe Harry Potter ab. Die erst 2019 entdeckte, grüne Vipernart ist in den indischen Bundesstaaten östlich von Bangladesch verbreitet.

## Merkmale

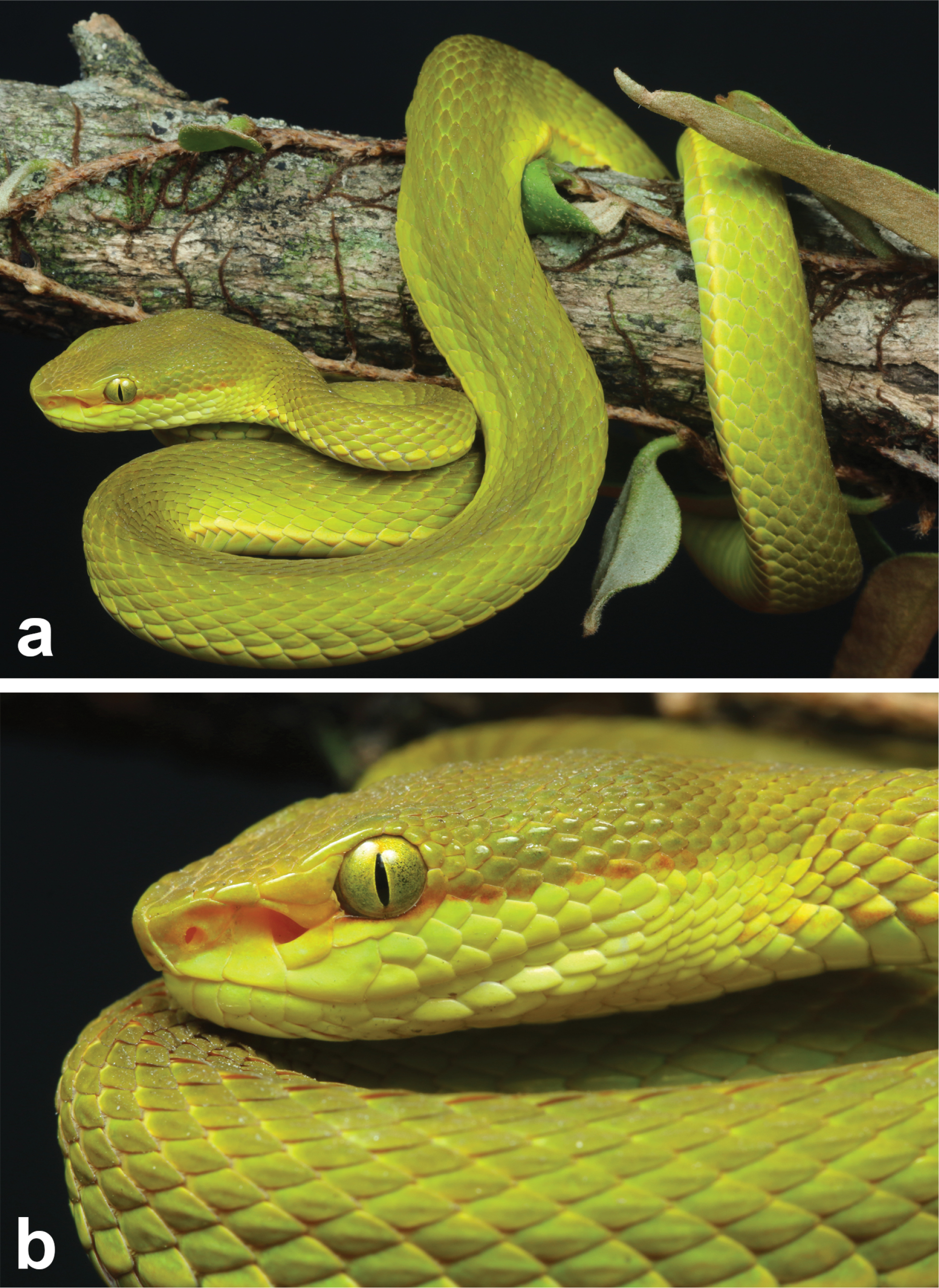
Männchen, Holotyp

Trimeresurus salazar hat eine Gesamtlänge von 42,9 bis 52,2 cm. Die Kopf-Rumpf-Länge liegt zwischen 36,3 und 41,5 cm und die Schwanzlänge zwischen 6,0 und 9,4 cm mit einem Anteil von 14 % an der Gesamtlänge bei Weibchen und 18 % bei Männchen. Die Beschuppung weist 163 bis 171 Ventralia (Bauchschuppen) und 59 bis 74 Subcaudalia auf. Die Rumpfmitte hat dorsal zwischen 19 und 21 leicht gekielte Schuppenreihen. Die Art weist zudem 12 bis 13 Infralabialia (Unterlippenschilde) und 10 bis 11 Supralabialia (Oberlippenschilde) auf. Das erste Supralabiale ist mit dem Nasalschild verbunden. Die Körperfarbe ist dorsal bei beiden Geschlechtern gelbgrün und ventral cremefarben bis weißlich. Ein orangefarbener bis rötlicher Streifen erstreckt sich von den hinteren Rändern des Präokulars und verläuft bei Männchen durch den unteren Rand der Augen bis zur lateralen Seite des Nackens. Während die Farbe des Streifens bei juvenilen Männchen noch leuchtend ist, neigt sie dazu, mit zunehmendem Alter zu verblassen. Bei konservierten Exemplaren verschwindet der Streifen. Zudem weist die Art einen ventrolateralen Streifen auf. Dieser ist bei Weibchen gelb und bei Männchen überwiegend gelb, jedoch schwach orange an der Basis. Die Art weist 15 Pterygoidzähne auf. Die Männchen haben einen kurzen, gegabelten Hemipenis, der an die 8. Schwanzschuppe grenzt. Er hat eine Länge von 38 mm und maximale Breite von 6,1 mm. Die Gabelung beginnt 8,9 mm von der Basis entfernt und weist bis etwa ein Drittel der Länge kleine Stacheln auf. Der Augendurchmesser von T. salazar beträgt durchschnittlich 2,33 mm.

Bilder des Holotyps
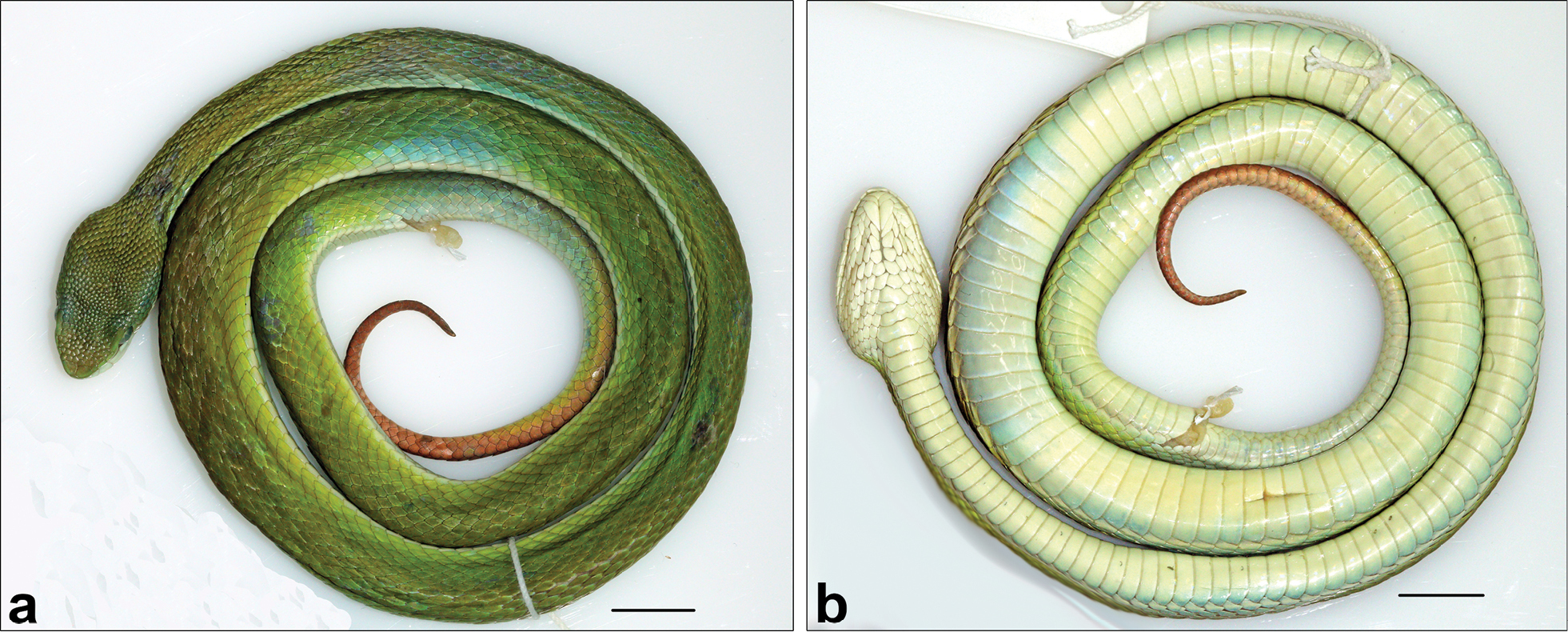
Dorsal- und Ventralansicht
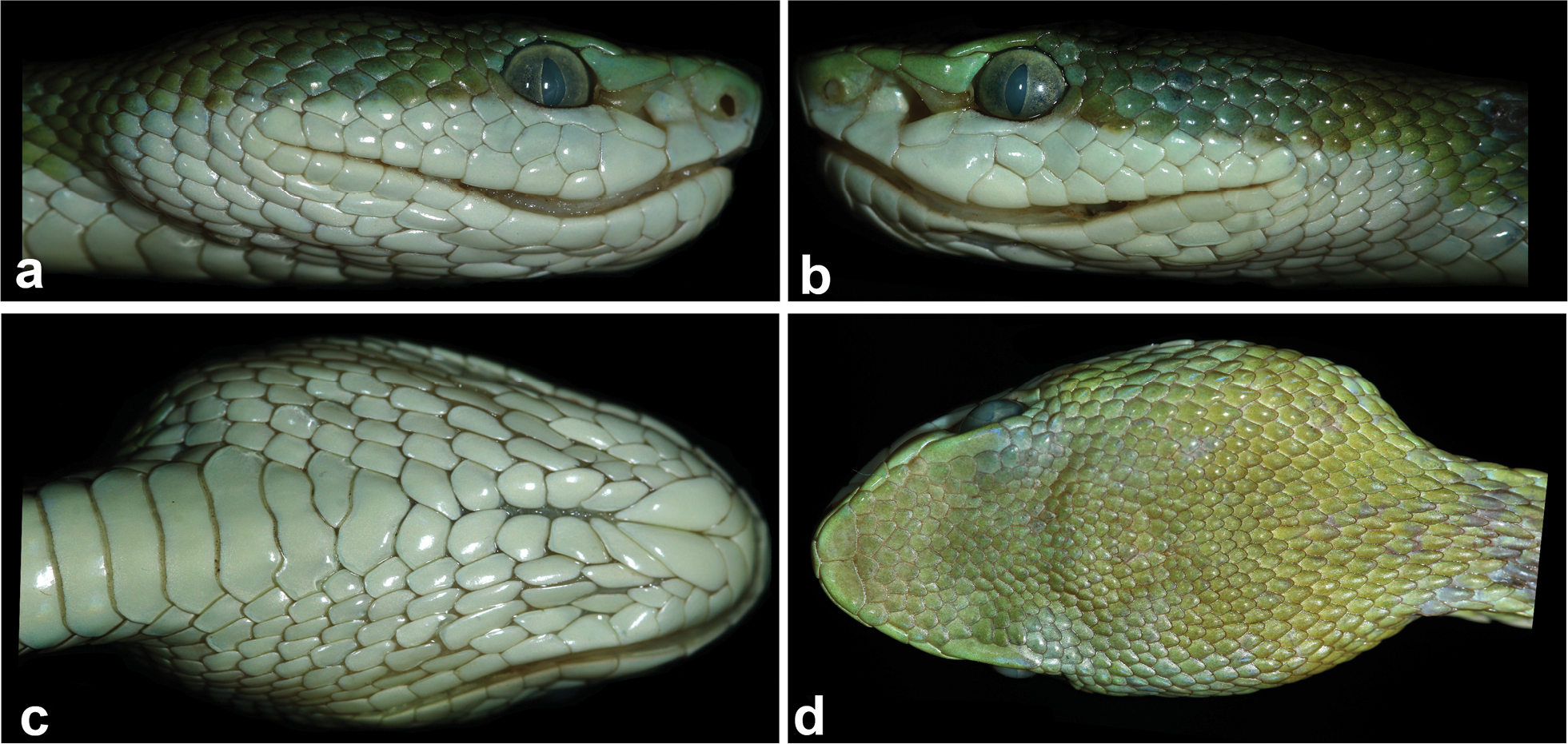
Kopf
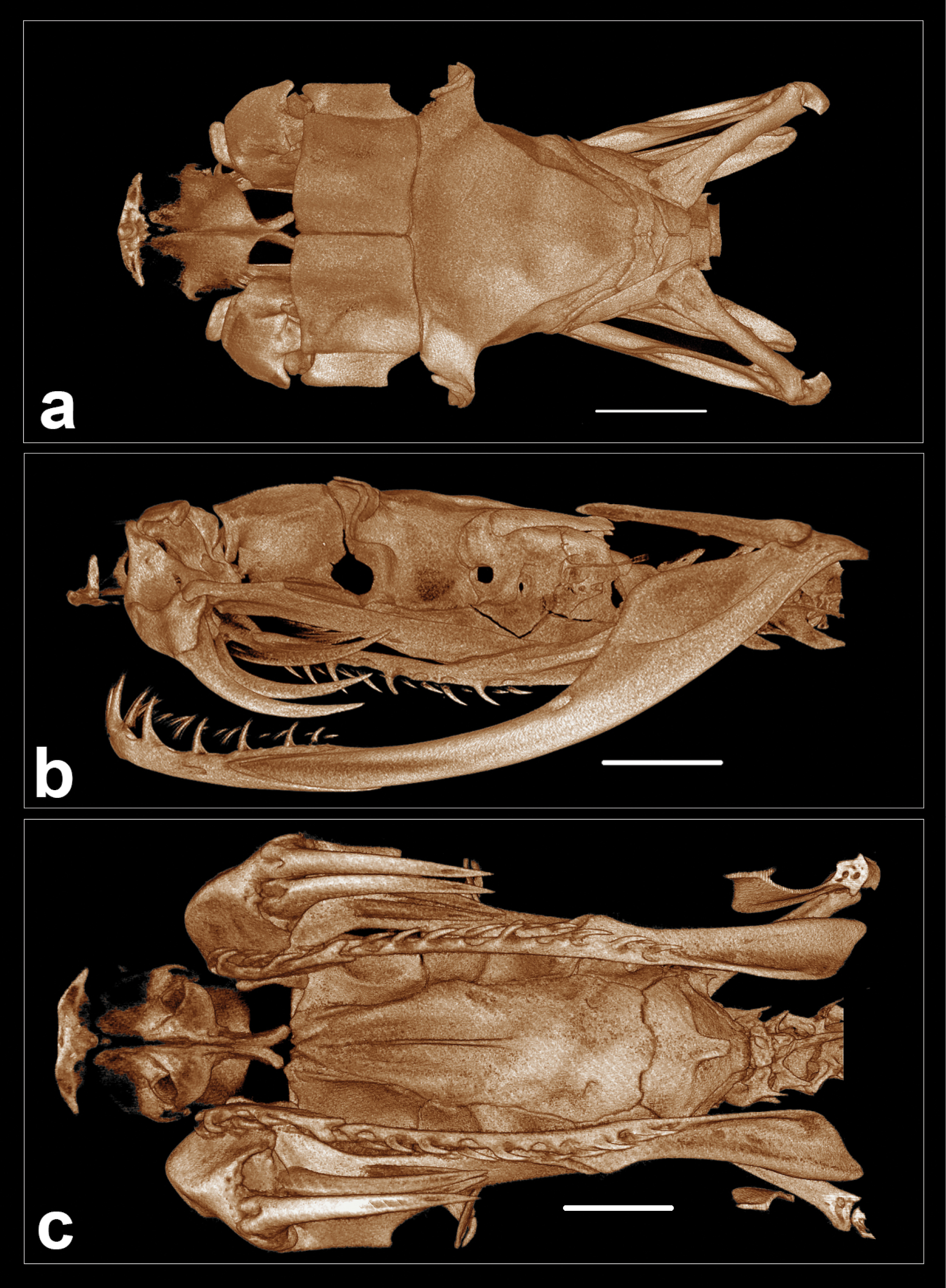
Schädel

Unterscheidung von anderen Arten
In Indien sind zahlreiche Arten von Bambusottern verbreitet. Einige von ihnen sind morphologisch nur schwer zu unterscheiden. Auffälligstes Merkmal bei T. salazar ist der orangefarbene bis rötliche Streifen, der bei Männchen auf Kopf und Körper vorhanden ist, während Weibchen sich kaum von anderen Arten unterscheiden lassen. Der Augendurchmesser bei T. salazar ist kleiner als bei T. cardamomemensis, T. macrops und T. rubeus. Im Folgenden sind zudem einige Merkmale für nahe verwandte Arten nach Mirza et al. gelistet. SL/GL bezeichnet dabei das Verhältnis von Schwanzlänge zu Gesamtlänge.
| Art                  | Dorsale Farbe           | Farbe der Lateralstreifen am Kopf | Dorsale Schuppenreihen | SL/GL     | Ventralia | Subcaudalia | Hemipenis      |
| -------------------- | ----------------------- | --------------------------------- | ---------------------- | --------- | --------- | ----------- | -------------- |
| T. albolabris        | Grün                    | Weiß                              | 21                     | 0,19–0,24 | 149–173   | 48–67       | gegabelt, lang |
| T. andersonii        | Braun oder schwarz      | –                                 | 23 oder 25             | 0,16      | 171–183   | 53–74       | gegabelt, lang |
| T. cantori           | Grün oder braun         | Weiß                              | 27 oder 31             | 0,12–0,20 | 170–176   | 44–73       | gegabelt, lang |
| T. erythrurus        | Grün                    | Weiß                              | 23                     | 0,16–0,21 | 151–174   | 49–67       | gegabelt, lang |
| T. fasciatus         | Braun                   | –                                 | 21                     | 0,18–0,21 | 158–163   | 63–65       | gegabelt, lang |
| T. insularis         | Grün oder blau          | –                                 | 21                     | 0,21–0,22 | 156–167   | 54–75       | gegabelt, lang |
| T. purpureomaculatus | Schwarz bis dunkelbraun | –                                 | 23 bis 27              | 0,16–0,19 | 152–183   | 54–79       | gegabelt, lang |
| T. septentrionalis   | Grün                    | Weiß                              | 21                     | 0,19–0,24 | 160–181   | 55–83       | gegabelt, lang |
| T. salazar           | Grün                    | Rötlich orange                    | 19 oder 21             | 0,14–0,18 | 163–171   | 59–74       | gegabelt, kurz |

## Lebensweise

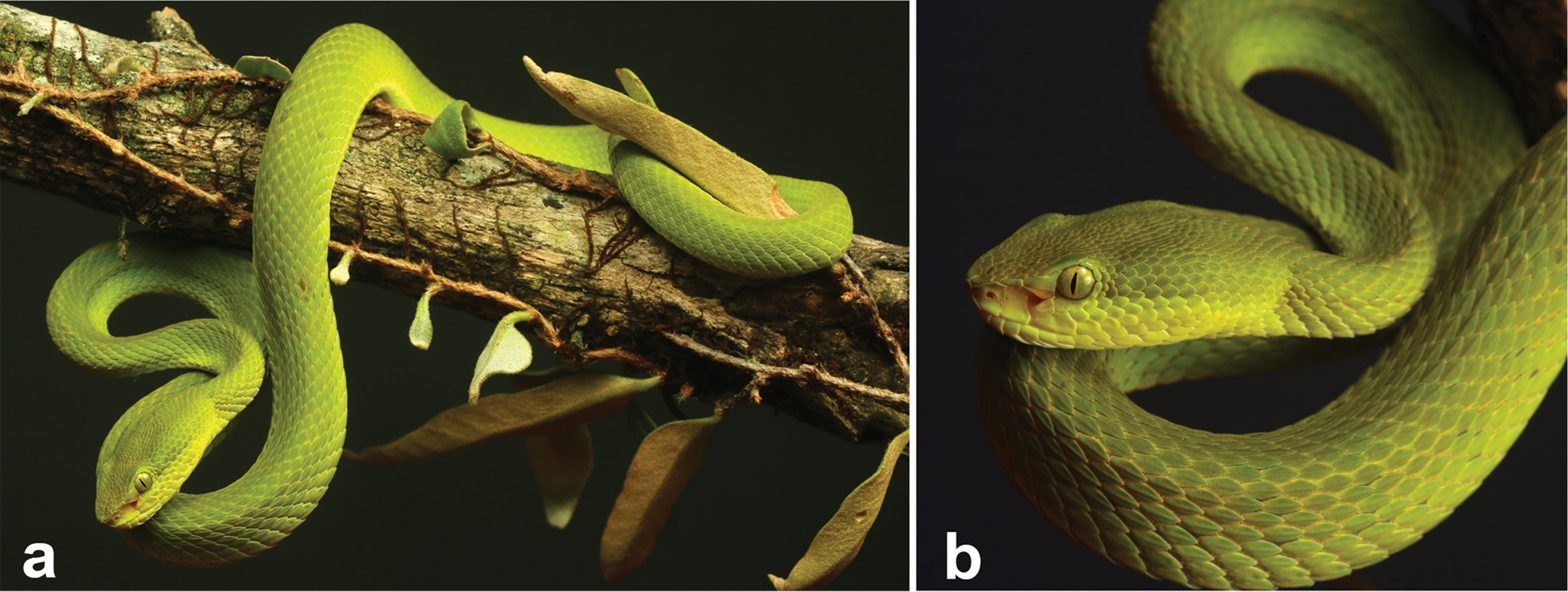
Weiblicher Paratyp in seinem natürlichen Lebensraum

Über die Lebensweise der Art ist noch wenig bekannt. Sie ist nachtaktiv und teilweise baumbewohnend. Vermutlich ist sie zudem wie andere Bambusottern ovovivipar (ei-lebendgebärend) und ernährt sich vor allem von kleinen Wirbeltieren. Wie alle Vipern ist sie giftig.

## Verbreitung und Lebensraum
Das Vorkommen der Art wurde nördlich und südlich des Brahmaputra in den östlich von Bangladesch gelegenen indischen Bundesstaaten Arunachal Pradesh, Assam und Meghalaya bestätigt. Vermutlich ist sie zudem in den angrenzenden Bundesstaaten Westbengalen und Tripura und möglicherweise auch in Bhutan und Bangladesch vorhanden.
Die Himalaya-Region hat eine hohe Biodiversität mit Landschaften auf Höhen zwischen 100 und 7000 Metern.
Stand 2022 liegt noch keine Gefährdungseinstufung der IUCN vor. Eine mögliche Bedrohung für die Art ist jedoch der Bau neuer Straßen, die großfläche Rodung von Wäldern und anderweitige Zerstörung von Lebensräumen. 2019 wurde der Bau eines Wasserkraftprojekts am Dibang, einem Nebenfluss des Brahmaputra, genehmigt. Bei Fertigstellung wird es Indiens größtes Wasserkraftprojekt sein und die weltweit höchste Gewichtsstaumauer aus Beton. Als Folge des Baus werden schätzungsweise 36 km² Land, darunter vor allem Waldflächen, unter Wasser gesetzt. 2020 wurde zudem eine 693 km lange Straße durch das Pakhui-Tigerreservat gebaut.

## Taxonomie und Forschungsgeschichte

Erstbeschreiber Zeeshan Mirza, Herpetologe und Arachnologe

Trimeresurus salazar ist eine Art aus der Gattung der Bambusottern, die zur Unterfamilie der Grubenottern gehören.
Auf die mögliche Existenz der Art aufmerksam gemacht wurde Zeeshan A. Mirza durch ein Foto aus dem indischen Pakhui-Tigerreservat, das eine grüne Bambusotter mit deutlichem orangefarbenen Lateralstreifen zeigte. Die Art wurde schließlich dort im Juli 2019 bei einer 41-tägigen herpetologischen und arachnologischen Studie gefunden. Zwei Exemplare, die zunächst den Arten Trimeresurus septentrionalis und Trimeresurus albolabris ähnelten, wurden auf etwa 170 Meter Höhe in der Nähe des Pakhui-Tigerreservats etwa einen Kilometer nördlich von Seijosa im Distrikt East Kameng gesammelt. Sie zeigten eine ähnliche Körperfarbe und Anzahl an Schuppen, jedoch Unterschiede beim Männchen in der Färbung des Lateralstreifens am Kopf und am Körper. Die beiden Schlangen, ein adultes Männchen (späterer Holotyp) und ein Weibchen (späterer Paratyp), wurden innerhalb von 24 Stunden nach dem Fang gemäß den ethischen Richtlinien für die Euthanasie von Tieren mit Halothan eingeschläfert. Nach Fixierung, Untersuchung und der Entnahme von Genmaterial wurden sie in 70 % Ethanol gelagert und der Sammlung der Bombay Natural History Society (BNHS) in Mumbai hinzugefügt. Mit Trachischium apteii wurde auf der Expedition auch eine weitere neue Schlangenart entdeckt. Von einer anderen Gruppe wurde 2019 ebenfalls eine neue Bambusotternart (T. arunachalensis) aus dem Osten Indiens beschrieben, was auf weiteren Forschungsbedarf in der Region hindeutet.
2020 wurde die Art anhand der beiden Exemplare von Mirza et al. wissenschaftlich erstbeschrieben. Das gewählte Artepitheton salazar bezieht sich auf die Figur Salazar Slytherin aus Joanne K. Rowlings Romanreihe Harry Potter, die als Parselmund mit Schlangen sprechen kann. Sie ist in der Buchreihe zudem Gründer des Hauses Slytherin der Zaubererschule Hogwarts, das mit einer silbernen Schlange auf grünem Hintergrund symbolisiert wird. Der Name der Figur leitet sich laut einem Tweet Rowlings aus dem Jahr 2017 von dem portugiesischen Diktator António de Oliveira Salazar ab. Aufgrund ihres Namens wurde in mehreren Zeitungen über die neue Vipernart berichtet. Mirza gab an, ein Fan der Buchreihe zu sein.
Trimeresurus salazar wurde für die Erstbeschreibung phylogenetisch untersucht. Demnach ist die am nächsten verwandte Schwesterart Trimeresurus septentrionalis.
Im Februar 2020 entdeckte Mirza auch zwei mit T. albolabris beschriftete Exemplare aus „Assam“ im Natural History Museum of Denmark (ZMUC R69255–6), die der Däne Bernt Wilhelm Westermann zwischen 1811 und 1816 sammelte. Das damalige Assam umfasste die heutigen Bundesstaaten Arunachal Pradesh, Assam, Meghalaya, Mizoram und Nagaland. Weitere acht Exemplare wurden 2021 von Rathee et al. beschrieben, die genetisch und morphologisch mit der Erstbeschreibung übereinstimmten. Ihre Fundorte lagen im Osten Indiens innerhalb des Bundesstaats Assam im Amchang Wildlife Sanctuary (Lage), in der Khanapara-Region von Guwahati (Lage), in Demow in Sivsagar (Lage) und in Naharkatia in Dibrugarh (Lage) sowie auch im Bundesstaat Meghalaya. In Bhutan wurde ebenfalls im Lumang Gewog im Distrikt Trashigang (Lage, 995 m) ein Exemplar gefunden, das vermutlich der Art angehört (T. cf. salazar). 2022 veröffentlichten zudem Vogel et al. eine Neuuntersuchung alter Aufzeichnungen und als T. albolabris klassifizierter Exemplare aus Indien und Nepal. Unter diesen konnten sie unter anderem auch ein Exemplar der Art T. salazar identifizieren, dessen Fundort mit „Nagpur, Central Province“ (Indien) angegeben war, was weit südwestlich der bisherigen Fundorte läge.
| Typ     | Nummer    | Beschreibung     | Funddatum     | Fundort                                                                                             |
| ------- | --------- | ---------------- | ------------- | --------------------------------------------------------------------------------------------------- |
| Holotyp | BNHS 3554 | adultes Männchen | 1. Juli 2019  | Nahe des Pakhui-Tigerreservats, ca. 1 km nördlich von Seijosa im Distrikt East Kameng (Lage, 170 m) |
| Paratyp | BNHS 3555 | adultes Weibchen | 5. Juli 2019  | Nahe des Pakhui-Tigerreservats, ca. 1 km nördlich von Seijosa im Distrikt East Kameng (Lage, 170 m) |
|         | YR002     | Männchen         | 22. Nov. 2020 | Nahe der Umroi-Militärstation, Umroi, Distrikt Ri-Bhoi, Meghalaya (Lage, 930 m)                     |
|         | YR007     | Männchen         | 30. Nov. 2020 | Nahe der Umroi-Militärstation, Umroi, Distrikt Ri-Bhoi, Meghalaya (Lage, 930 m)                     |